# Secchi (Mondkrater)
Secchi ist ein Einschlagkrater auf der Mondvorderseite in den Montes Secchi, zwischen Mare Tranquillitatis und Mare Fecunditatis, südwestlich des Kraters Taruntius.
Der Krater ist sehr stark erodiert. Im Süden und Norden ist der Wall geöffnet.
| Buchstabe | Position          | Durchmesser | Link |
| --------- | ----------------- | ----------- | ---- |
| A         | 3,25° N, 41,46° O | 5 km        |      |
| B         | 3,65° N, 41,5° O  | 5 km        |      |
| G         | 3,94° N, 44,59° O | 7 km        |      |
| K         | 0,18° S, 45,48° O | 7 km        |      |
| U         | 1,07° N, 42,19° O | 5 km        |      |
| X         | 0,78° S, 43,65° O | 5 km        |      |

Der Krater wurde 1935 von der IAU nach dem italienischen Astronomen Angelo Secchi offiziell benannt.